# シドニー王立植物園
シドニー王立植物園（Royal Botanic Gardens, Sydney）は、オーストラリアのシドニーにある植物園。

## 概要
設立は1816年で、オーストラリアで最も長い歴史を持つ研究機関である。入園無料であり、都心立地でアクセスも良いためシドニーでも訪問者の多い観光地のひとつとなっている。
高低差のあるリアス式海岸に面し、ダイナミックな景観が特徴となっており、世界的にみても風光明媚な植物園である。園の北西はニューサウスウェールズ州総督の官邸である「ガバメントハウス」の敷地であり、立ち入り禁止となっている。園の南にはザ・ドメインという芝生の広場があり、植物園が管理している。
シドニー王立植物園の発展に重要な役割を果たした人物としては、チャールズ・フレーザー、アラン・カニンガム、チャールズ・ムーア、ジョセフ・メイデンなどが知られている。